# Fortifications gallo-romaines sur le Ringelsberg
Les fortifications gallo-romaines sur le Ringelsberg est un monument historique situé à Oberhaslach, dans le département français du Bas-Rhin.

## Localisation
Cette construction est située à Oberhaslach.

## Historique
L'édifice fait l'objet d'un classement au titre des monuments historiques depuis 1898.